# بورلينغامي (كاليفورنيا)
بورلينغامي (بالإنجليزية: Burlingame)‏ هي إحدى مدن مقاطعة سان ماتيو، كاليفورنيا. تم إعطاءها لقب مدينة في 6 يونيو، 1908.

## أعلام
- كريس لامبرت
- بوب مارشال
- مونيك جافر
- باميلا رونالد
- ويليام ستراوس
- جورج كيلي
- هارت هانسون
- ديك جونز
- رونالد مكينون
- تشارلز إي. بانل